# استوديو برودكس للتطوير
استوديو برودكس للتطوير (بالإنجليزية: Paradox Development Studio)‏ هي شركة مطورة العاب سويدية تأسست عام 1995. وترتبط ارتباطا وثيقا مع الشركة الأم وناشر ألعاب الفيديو برودكس التفاعلية (بالإنجليزية: Paradox Interactive)‏ ، وايضاً معروف كمنتع للالعاب الاستراتيجية الكبرى كسلسلة قلوب الحديدية وسلسلة يوروبا يونيفرساليس (بالإنجليزية: Europa Universalis)‏ , ملوك الصليبية، وفيكتوريا.

## تاريخها
يستند استوديو تطوير بارادوكس على إرث شركة الألعاب السويدية "تارجت جيمز"، وهو مطور لألعاب استراتيجية كبرى مخصصة لأجهزة الحاسوب منذ عام 1995.
في البداية، قامت شركة "تارجت جيمز" بتصميم لعبة حاسوب باسم "Svea Rike". استمرت الشركة في تطوير ألعاب الحاسوب، وفي عام 1999 تم تقسيم الشركة إلى كيانين منفصلين: "بارادوكس إنترأكتيف"، التي ركزت على تطوير الألعاب الاستراتيجية الكبرى لأجهزة الحاسوب، و"بارادوكس إنترتينمنت"، التي ركزت على تصميم ألعاب الطاولة وألعاب الأدوار.
بدأت "بارادوكس إنترأكتيف" في نشر ألعابها الاستراتيجية الخاصة، وسرعان ما وسعت محفظتها من خلال نشر ألعاب من استوديوهات تطوير أخرى.
في يناير 2012، تم تقسيم الشركة مرة أخرى إلى شركتين: أصبحت "بارادوكس إنترأكتيف" ناشرًا يركز على ألعاب الحاسوب بأنواع مختلفة، بينما أصبح "بارادوكس ديفيلوبمنت ستوديو" استوديو تطوير يركز على الألعاب الاستراتيجية الكبرى.
يقع استوديو "بارادوكس ديفيلوبمنت ستوديو" في ستوكهولم، وهو المطور المسؤول عن امتيازات مثل "Europa Universalis"، و"Crusader Kings"، و"Hearts of Iron"، و"Victoria".
كان الاستوديو من أوائل مطوري ألعاب الفيديو الذين قدموا هذا النوع من الألعاب المعروف بـ"الاستراتيجية الكبرى"، ومعظم ألعابه تنتمي إلى هذه الفئة. تُعد ألعاب الاستراتيجية الكبرى ألعابًا تاريخية تغطي خريطة العالم بأكملها، وتشمل عناصر مثل الاقتصاد، والدبلوماسية، والحروب. تتميز ألعاب الاستوديو بنظامها المفتوح ودعمها لطور اللعب المتعدد من 1 إلى 32 لاعبًا.
يتكون فريق "بارادوكس ديفيلوبمنت ستوديو" حاليًا من 32 شخصًا يعملون على أربعة مشاريع متوازية. يقود الاستوديو يوهان أندرسون، الذي أدار فريق التطوير منذ أيام "تارجت جيمز".
لعبة "Crusader Kings II"، التي طورها الاستوديو، تعد واحدة من أفضل الألعاب تقييمًا لعام 2012 وفقًا لموقع "Metacritic". وفي أغسطس 2013، أصدر الاستوديو لعبة "Europa Universalis IV"، وهي الإصدار الأخير في سلسلة بناء الإمبراطوريات.

## قائمة ألعاب الفيديو
قائمة من الألعاب التي وضعتها استوديو تطوير مفارقة.
| الاسم                          | تاريخ الصدور |
| ------------------------------ | ------------ |
| يوروبا يونيفرساليس             | 2000         |
| يوروبا يونيفرساليس 2           | 2001         |
| قلوب حديدية                    | 2002         |
| فيكتوريا: إمبراطورية تحت الشمس | 2003         |
| ملوك الصليبية                  | 2004         |
| قلوب حديدية 2                  | 2005         |
| يوروبا يونيفرساليس 3           | 2007         |
| Europa Universalis: Rome       | 2008         |
| قلوب حديدية 3                  | 2009         |
| Victoria II                    | 2010         |
| Sengoku                        | 2011         |
| ملوك الصليبية 2                | 2012         |
| March of the Eagles            | 2013         |
| يوروبا يونيفرساليس 4           | 2013         |
| قلوب حديدية 4                  | 2016         |
| ملوك الصليبية 3                | 2020         |
| فيكتوريا 3                     | 2022         |

## روابط خارجية
- Paradox Development Studio Official webpage (Game developer)
- Paradox Interactive Official webpage (Game publisher)
- Paradox Development Studio on Mobygames
- Europa Universalis IV Official Product Page
- Crusader Kings II page at Metacritic
- Gamersgate - Digital distribution portal sorted on Game Developer
- The Grandest PC Strategy Game of All Returns in 2013 – Article at Kotaku
- Paradox: Past, present, and future – Interview at Destructoid
- Paradox Development Studio Games listed by Gamefaqs
- Games sorted by Game Developer at Strategy Informer
- The Future of Gaming: An Interview With Paradox - PlayerAffinity Interview

1. ↑  Andersson، Johan (20 يونيو 2015). "Johan's 2015-06-20 reply regarding the number of employees". مؤرشف من الأصل في 2019-12-10. اطلع عليه بتاريخ 2015-06-20.
2. ↑  Publishing Development Studio Jobs Contact Internships (30 أبريل 2013). "Development Studio - Paradox Interactive". Paradoxplaza.com. مؤرشف من الأصل في 2014-05-10. اطلع عليه بتاريخ 2013-05-11.